# XXXI Liceum Ogólnokształcące im. Ludwika Zamenhofa w Łodzi
XXXI Liceum Ogólnokształcące w Łodzi – liceum ogólnokształcące mieszczące się przy ul. Konspiracyjnego Wojska Polskiego 5b. 

## Historia
Liceum powstało 2 września 1962, a w 1964 przeniesiono je do nowego budynku oraz nadano imię Ludwika Zamenhofa. W późniejszych latach szkoła rozwijała się – powstały laboratorium językowe (1976) i pierwsza w Łodzi pracownia komputerowa (1987), zaś przełom ustrojowy znacznie ułatwił reformę wewnętrzną. Zaczęto organizować obozy integracyjne dla klas pierwszych, utworzono drugą pracownię komputerową, zbudowano sale multimedialne i izbę pamięci, szkoła została przyjęta do Klubu Przodujących Szkół. Zajmuje 8 miejsce w województwie łódzkim w rankingu szkół ponadgimnazjalnych.
20 października 2012 r. odbył się jubileusz 50-lecia XXXI LO oraz V Zjazd Absolwentów. Prezesem Stowarzyszenia Absolwentów XXXI LO jest Zbigniew Pytka. Na uroczystość przybyli m.in.:Jarosław Dziedzic – aktor, Iwona Śledzińska-Katarasińska – posłanka na Sejm, Jan Tomaszewski – poseł na sejm Hanna Zdanowska – posłanka na Sejm, prezydent Łodzi.